# Ли Еванс
Ли Џон Мартин Еванс (енгл. Lee John Martin Evans; Бристол, 25. фебруара 1964) је енглески глумац, комичар, писац и музичар.
Био је рангиран на 17. месту на листи 100 највећих комичара Канала 4.